# Indiase hockeyploeg (vrouwen)
De Indiase hockeyploeg voor vrouwen is de nationale ploeg die India vertegenwoordigt tijdens interlands in het hockey. De Indiase hockeyploeg kwalificeerde zich drie keer voor de Olympische Spelen en werd vierde in 1980 en 2021. India werd in 2004 en 2017 Aziatisch kampioen. In 1981 won het de officieuze voorloper van dat toernooi.

## Erelijst Indiase hockeyploeg
| Jaar | Champions Trophy | Aziatisch kampioenschap | Olympische Spelen          | Wereldkampioenschap              | Hockey World League Hockey Pro League |
| ---- | ---------------- | ----------------------- | -------------------------- | -------------------------------- | ------------------------------------- |
| 1971 |                  |                         |                            | 14e IFWHA WK 1971 Auckland       |                                       |
| 1972 |                  |                         |                            | geen deelname                    |                                       |
| 1974 |                  |                         |                            | 4e WK 1974 Mandelieu             |                                       |
| 1975 |                  |                         |                            | 8e IFWHA WK 1975 Edinburgh       |                                       |
| 1976 |                  |                         |                            | geen deelname                    |                                       |
| 1978 |                  |                         |                            | 7e WK 1978 Madrid                |                                       |
| 1979 |                  |                         |                            | 13e IFWHA WK 1979 Vancouver      |                                       |
| 1980 |                  |                         | 4e OS 1980 Moskou          |                                  |                                       |
| 1981 |                  | AC 1981 Kyoto           |                            | geen deelname                    |                                       |
| 1983 |                  |                         |                            | 11e WK 1983 Kuala Lumpur         |                                       |
| 1984 |                  |                         | geen deelname              |                                  |                                       |
| 1985 |                  | geen deelname           |                            |                                  |                                       |
| 1986 |                  |                         |                            | geen deelname                    |                                       |
| 1987 | geen deelname    |                         |                            |                                  |                                       |
| 1988 |                  |                         | geen deelname              |                                  |                                       |
| 1989 | geen deelname    | 4e AC 1989 Hongkong     |                            |                                  |                                       |
| 1990 |                  |                         |                            | geen deelname                    |                                       |
| 1991 | geen deelname    |                         |                            |                                  |                                       |
| 1992 |                  |                         | geen deelname              |                                  |                                       |
| 1993 | geen deelname    | AC 1993 Hiroshima       |                            |                                  |                                       |
| 1994 |                  |                         |                            | geen deelname                    |                                       |
| 1995 | geen deelname    |                         |                            |                                  |                                       |
| 1996 |                  |                         | geen deelname              |                                  |                                       |
| 1997 | geen deelname    |                         |                            |                                  |                                       |
| 1998 |                  |                         |                            | 12e WK 1998 Utrecht              |                                       |
| 1999 | geen deelname    | AC 1999 New Delhi       |                            |                                  |                                       |
| 2000 | geen deelname    |                         | geen deelname              |                                  |                                       |
| 2001 | geen deelname    |                         |                            |                                  |                                       |
| 2002 | geen deelname    |                         |                            | geen deelname                    |                                       |
| 2003 | geen deelname    |                         |                            |                                  |                                       |
| 2004 | geen deelname    | AC 2004 New Delhi       | geen deelname              |                                  |                                       |
| 2005 | geen deelname    |                         |                            |                                  |                                       |
| 2006 | geen deelname    |                         |                            | 11e WK 2006 Madrid               |                                       |
| 2007 | geen deelname    | 4e AC 2007 Hongkong     |                            |                                  |                                       |
| 2008 | geen deelname    |                         | geen deelname              |                                  |                                       |
| 2009 | geen deelname    | AC 2009 Bangkok         |                            |                                  |                                       |
| 2010 | geen deelname    |                         |                            | 9e WK 2010 Rosario               |                                       |
| 2011 | geen deelname    |                         |                            |                                  |                                       |
| 2012 | geen deelname    |                         | geen deelname              |                                  |                                       |
| 2013 |                  | AC 2013 Ipoh            |                            |                                  | 14e HWL 2012-13                       |
| 2014 | geen deelname    |                         |                            | geen deelname                    |                                       |
| 2015 |                  |                         |                            |                                  | 10e HWL 2014-15                       |
| 2016 | geen deelname    |                         | 12e OS 2016 Rio de Janeiro |                                  |                                       |
| 2017 |                  | AC 2017 Kakamigahara    |                            |                                  | 16e HWL 2016-17                       |
| 2018 | geen deelname    |                         |                            | 8e WK 2018 Londen                |                                       |
| 2019 |                  |                         |                            |                                  | geen deelname                         |
| 2021 |                  |                         | 4e OS 2020 Tokio           |                                  | geen deelname                         |
| 2022 |                  | AC 2022 Muscat          |                            | 9e WK 2022 / Amstelveen/Terrassa | HPL 2022                              |
| 2023 |                  |                         |                            |                                  | geen deelname                         |
| 2024 |                  |                         | geen deelname              |                                  | 8e HPL 2024                           |
| 2025 |                  | ?e AC 2025 Hangzhou     |                            |                                  | 9e HPL 2025                           |